# Advancement of Sound Science Center
L'Advancement of Sound Science Center (TASSC), anciennement The Advancement of Sound Science Coalition, était un groupe de pression aux États-Unis financé par l'industrie et un instrument de gestion de crise.
Son objectif est de peser sur l'opinion du grand public et des décideurs en décrédibilisant l'Agence de protection de l'environnement des États-Unis (EPA) par le biais d'une coalition d'industriels impactés par les décisions de l'EPA. TASSC a nié les effets du tabagisme passif, de l'amiante, le réchauffement climatique.

## Objectifs et stratégies
Philip Morris a embauché APCO en 1993, un cabinet de relations publiques, afin de discréditer le rapport de 1992 de l'EPA qui identifiait le tabagisme passif comme étant cancérigène humain « confirmé »,.
Un mémo interne d'un cadre de Philip Morris à son patron indique que l'objectif primordial est de discréditer le rapport de l'EPA. Le budget initial est de 350 000 dollars pour les six premiers mois.
Les archives internes de l'Industrie du tabac contiennent un document à propos de la mise en place du TASSC, montrant que 
les objectifs déclarés du TASSC étaient les suivants : (1) discréditer le rapport de l'EPA ; (2) lutter contre la législation antitabac ; et (3) adopter de manière proactive une législation favorable à l’industrie du tabac,. Les stratégies conçues par APCO pour le TASSC visaient à faire du TASSC une « organisation publiquement connue, respectée et très visible » ainsi qu'« une source crédible pour les journalistes lorsqu'ils remettent en question la validité des études scientifiques » et à « encourager le public à remettre en question – depuis la base – la validité des études scientifiques ». Cela consiste également à identifier des journalistes favorables au discours promu par les industriels et à adresser des éditoriaux à des journaux .
Le mémo interne du cadre de Philip Morris précise que la décrédibilisation de l'EPA doit passer par une offensive rassemblant « tous les ennemis de l'EPA en même temps », ce qui revient à coaliser l'industrie contre les sciences de l'environnement. L'autre avantage pour Philip Morris est de dissimuler l'origine de l'offensive.
Le lancement de TASSC se fait à travers des échanges avec des journalistes dans des villes secondaires des États-Unis d'Amérique, ainsi qu'avec un membre de la communauté scientifique locale afin de montrer les impacts de la « mauvaise science » au niveau local.
Les industriels tentent de monter un TASSC européen, dont le biologiste américain Henry I. Miller serait à la tête. On ne sait pas à l'heure actuelle si une telle initiative a vu le jour.

### Recrutement de scientifiques
En envoyant des milliers de lettres à des scientifiques aux États-Unis, TASSC parvient à recruter des scientifiques prestigieux, dont le biochimiste Bruce Ames ou le physicien Frederick Seitz. Selon les historiens des sciences Naomi Oreskes et Erik Conway, leur engagement était politique et non scientifique : ils voulaient éviter que le communisme se réincarne dans un environnementalisme émergent.
Le climatosceptique Richard Lindzen a été invité à rejoindre le groupe,.
Le créateur de TASSC, Steven Milloy, travailla avec un entomologiste, J. Gordon Edwards, afin de publier un article pour répandre la fable infondée selon laquelle une interdiction de l'insecticide DDT aurait provoqué des millions de morts.

### Astroturf
Cette méthodologie est maintenant appelée astroturfing. Elle s'appuie généralement sur des « groupes de réflexion » et elle fonctionne à travers un activisme local coordonné, le « partage d'informations » et la création stratégique par l'APCO et ses associés, d'organisations de base. Sous les conseils de l'APCO, TASSC a développé des coalitions locales, les faisant passer pour des organisations autochtones de base, et les a utilisées pour influencer les médias, les législateurs et le public et, dans certains cas, pour recruter des scientifiques et des chercheurs pour soutenir la position pro-tabac de Philip Morris. TASSC se présente comme « une coalition à but non lucratif prônant l'utilisation de données scientifiques solides dans la prise de décision en matière de politiques publiques ».
Les liens de la TASSC avec l'industrie du tabac sont restés cachés pendant des décennies : la stratégie de l'APCO consistait à faire en sorte que le TASSC apparaisse comme une coalition nationale indépendante de base. Pour dissimuler cette relation, le TASSC a élargi son champ d'action pour remettre en question la validité d'autres préoccupations scientifiques, notamment le réchauffement climatique,.

### Coopter les médias
Des éditoriaux et d'autres articles commercialisés ciblant le lecteur profane (bien qu'écrits par des universitaires) ont été distribués aux médias sous une forme prête à être numérisée/imprimée par le lobby protabac. Ceux-ci ont été diffusés en réponse apparente à des actualités qui avaient attiré l'attention du public, mais ils citaient souvent des articles similaires dans les grands médias sur le tabagisme, ce qui était la motivation fondamentale de cette duplicité. De tels documents pourraient être rapidement diffusés aux médias locaux par l'intermédiaire d'associations affiliées, à condition qu'ils apparaissent comme du journalisme indépendant. Le rôle du TASSC était de remettre en question l'acceptation par le public de la science en général, plutôt que de risquer d'être assimilé aux fabricants de cigarettes.
Le concept de brouillons d'articles commercialisés distribués gratuitement aux petits journaux est adopté par de nombreux groupes pour remettre en question avec succès des résultats scientifiques évalués par les pairs et les associations et institutions scientifiques professionnelles dans des domaines tels que les sciences de l'environnement sur des questions telles que le tabagisme, les pesticides et le réchauffement climatique. Ce programme a été géré avec le plus de succès par Steven Milloy.

## Rôle
Le groupe a été décrit comme un effort des compagnies de tabac qui « voulaient semer de sérieux doutes sur la capacité des scientifiques gouvernementaux à produire des recherches équilibrées » et qui ont discrètement formé une coalition d'industries qui remettraient en question tous les aspects de la science gouvernementale, à partir de ses études du réchauffement climatique à la sécurité automobile, en passant par l'amiante,,,.
TASSC a notamment été membre de l'organisation climatosceptique la Cooler Heads Coalition.

## Conseillers scientifiques et membres du conseil d'administration
- Garrey Carruthers, ancien gouverneur du Nouveau-Mexique, a été président du TASSC de 1993 à 1998[15],[16].
- Mickey Edwards, ancien membre du Congrès républicain, a été nommé président du conseil consultatif du TASSC en 1995.
- Frederick Seitz, ancien président de l'Académie nationale des sciences des États-Unis et éminent négationniste du réchauffement climatique, a siégé au conseil consultatif scientifique [17] qui comptait huit membres[6].
- Fred Singer, membre du conseil scientifique[7]
- Michael Fumento, membre du conseil consultatif [15]
- Bruce Ames, membre du conseil consultatif [15]
- Steven Milloy, lobbyiste, directeur de TASSC à partir de 1997 et qui s'occupe du site junkscience.com, financé par TASSC[6]

## Financements
En plus de Philip Morris, qui est à l'origine de TASSC, l'organisation a reçu des financements de l'industrie fossile (Amoco, Chevron, Exxon, Occidental Petroleum), de l'industrie chimique (3M, Dow Chemical, Procter & Gamble), de l'industrie du tabac (Lorillard), de l'industrie automobile (General Motors).

## Dans la culture populaire
TASSC a été parodié dans le film de 2005 Thank You for Smoking, dans lequel le protagoniste était un porte-parole de « l'Academy of Tobacco Studies », un groupe de pression financé par l'industrie et consacré à l'étude des effets du tabagisme avec des résultats systématiquement peu concluants.[réf. nécessaire]
Dans le roman Flight Behavior (2012) de Barbara Kingsolver, un scientifique critique une journaliste (Tina Ultner) qui nie le changement climatique et explique :

« Convainquez-moi, Tina. Vous laissez une société de relations publiques écrire vos scénarios pour vous. La même entreprise qui a passé une décennie à semer le doute pour vous sur la "thèse" du tabagisme et du cancer. Est-ce que vous n'apprenez jamais que c'est la même société, Tina, l'Advancement of Sound Science. Cherchez donc. Ils ont quitté le giron de Phillip Morris pour entrer dans la poche de Exxon. »

## Remarques
1. ↑  Foer (2004) fait référence aux hauts fonctionnaires de l'EPA qui ont discrètement bloqué "la diffusion d'un rapport en 2003 analysant l'efficacité de la législation du Congrès limitant les émissions de dioxyde de soufre, d'oxydes d'azote et de mercure. L'administration a étouffé le rapport parce qu'il aurait mis en évidence la nécessité d'imposer des réglementations auxquelles elle s'oppose".